# Ревонсуо, Антти
А́нтти Рево́нсуо (фин. Antti Revonsuo; род. 1963) — финский психолог и нейроучёный, педагог, философ сознания. Занимается изучением сознания с начала последнего десятилетия XX столетия. Получил широкую международную известность в научных кругах благодаря двум своим теориям: теории моделирования опасности (Threat Simulation Theory) и эволюционно-психологической теории сновидений (Evolutionary-Psychological Theory of Dreaming).
В настоящее время Антти Ревонсуо работает профессором когнитивной нейробиологии Университета Шёвде (Швеция) и профессором психологии Университета Турку (Финляндия), а также директором группы исследования сознания в Центре когнитивной нейронауки при Университете г. Турку. Антти Ревонсуо является одним из немногочисленных философов, которые руководят собственными научно-исследовательскими лабораториями. Финансирование проектов по нейрофилософии, реализуемых под его руководством в Центре когнитивной нейронауки при Университете г. Турку, осуществляет Академия Финляндии.

## Теория сновидений
По мнению Ревонсуо, сновидения отнюдь не являются случайным побочным продуктом эволюции, не выполняющим никакой природной функции, как считалось ранее. Поскольку одним из распространённых типов сновидений являются ночные кошмары, их первоначальной функцией могло быть воспроизведение и моделирование опасных ситуаций реальности, дававшее дополнительный опыт и, соответственно, репродуктивное преимущество.

## Избранные публикации

### Книги

#### На русском языке
- Антти Ревонсуо. Психология сознания / Перевод: А. Стативка, З. С. Замчук. — Санкт-Петербург: Питер, 2013. — 336 с. — (Мастера психологии). — ISBN 978-5-459-01116-6.

#### На английском языке
- Consciousness: The Science of Subjectivity (2010) ISBN 978-1841697260
- Inner Presence: Consciousness as a Biological Phenomenon (2009) ISBN 978-0262513418
- On the nature of consciousness: Theoretical and empirical explorations (1995) ISBN 978-9512904877
- Foundations of Consciousness (Foundations of Psychology). — London: Taylor & Francis Ltd, 2017. — 174 p. — ISBN 978-0415594677.

### Статьи в научных журналах
- Revonsuo A (2000) The Reinterpretation of Dreams: An evolutionary hypothesis of the function of dreaming. Behavioral and Brain Sciences 23 (6): 877—901.
- Valli K & Revonsuo A (2009) The threat simulation theory in the light of recent empirical evidence—A Review. The American Journal of Psychology 122:17-38.
- Koivisto M & Revonsuo A (2010) Event-related brain potential correlates of visual awareness. Neuroscience and Biobehavioral Reviews 34(6):922-34.
- Salminen-Vaparanta N, Koivisto M, Noreika V, Vanni S, Revonsuo A. (2012) Neuronavigated transcranial magnetic stimulation suggests that area V2 is necessary for visual awareness. Neuropsychologia.
- Långsjö JW, Alkire MT, Kaskinoro K, Hayama H, Maksimow A, Kaisti KK, Aalto S, Aantaa R, Jääskeläinen SK, Revonsuo A, Scheinin H. (2012) Returning from oblivion: imaging the neural core of consciousness. Journal of Neuroscience 32:4935-4943.
- Långsjö Jaakko W., Revonsuo Antti, Scheinin Harry (2014) Harnessing anaesthesia and brain imaging for the study of human consciousness. Current pharmaceutical design, 2014, 20(26), 4211-4224.
- Koivisto Mika, Kastrati Granit, Revonsuo Antti (2014) Recurrent processing enhances visual awareness but is not necessary for fast categorization of natural scenes. Journal of cognitive neuroscience, 2014, 26(2), 223—231.

## Награды
- (2010) The «2009 Most Influential Bioelectromagnetics Journal Paper by Citation» — Award (The Bioelectromagnetics Society, 2010)
- (2009) The «2008 Most Influential Bioelectromagnetics Journal Paper by Citation» — Award (The Bioelectromagnetics Society)
- (2008) The Henry Guze Award for Best Research Paper (The Society for Clinical and Experimental Hypnosis)
- (1996) The Finnish Academy of Science, Award in recognition of a meritorious doctoral dissertation
- (1996) The University of Turku, Award in recognition of a meritorious doctoral dissertation